# 文鑫源
文鑫源（Boon Xin Yuan，1999年2月27日—），出生於馬六甲，馬來西亞男子羽球運動員，同時隸屬雪蘭莪的沙登羽毛球俱樂部。他的姐姐是2021年夏季聽障奧林匹克運動會羽毛球女子雙打比賽的金牌得主——文煒楹。

## 簡歷
最初是沙登羽毛球俱樂部的自由人球員，教練為前馬來西亞國家隊教練王友福。 文鑫源與葉家祥赢得了2019年毛里裘斯羽毛球國際賽冠军。
2021年，文鑫源与新搭档黃天啟在威爾斯羽毛球國際賽半决赛。2022年，他们在烏干達羽毛球國際賽和斯洛伐克羽毛球公開賽上连续两次获得冠军。 他们还在2022年台北羽球公開賽上打进了半决赛，输给奥运冠军李洋和王齊麟。

## 主要比賽成績
只列出曾進入準決賽的國際賽事成績：
| 年份   | 賽事                     | 公開賽級別 | 項目     | 搭檔   | 成績   |
| ------ | ------------------------ | ---------- | -------- | ------ | ------ |
| 2019年 | 毛里裘斯羽毛球國際賽     | 國際系列賽 | 男子雙打 | 葉家祥 | 冠軍   |
| 2021年 | 威爾斯羽毛球國際賽       | 國際挑戰賽 | 男子雙打 | 黃天啟 | 準決賽 |
| 2022年 | 烏干達羽毛球國際賽       | 國際挑戰賽 | 男子雙打 | 黃天啟 | 冠軍   |
| 2022年 | 斯洛伐克羽毛球公開賽     | 未來系列賽 | 男子雙打 | 黃天啟 | 冠軍   |
| 2022年 | 台北羽球公開賽           | 超級300賽  | 男子雙打 | 黃天啟 | 準決賽 |
| 2023年 | 古瓦哈蒂羽毛球大師賽     | 超級100賽  | 男子雙打 | 吳蔚昇 | 準決賽 |
| 2025年 | 斯里蘭卡羽毛球國際挑戰賽 | 國際挑戰賽 | 男子雙打 | 李易博 | 準決賽 |

| 2018-2026年 | 總決賽 | 超級1000賽 | 超級750賽 | 超級500賽 | 超級300賽 | 超級100賽 | 國際挑戰賽 | 國際系列賽 | 未來系列賽 | 其他 |